# Неформальна математика
Неформальна математика, яку також називають наївною математикою, історично була переважною формою математики в більшості часів і в більшості культур і є предметом сучасних етнокультурних досліджень математики. Філософ Імре Лакатос у своїх «Доказах і спростуваннях» мав на меті загострити формулювання неформальної математики, реконструюючи її роль у математичних дебатах дев’ятнадцятого століття та формуванні концепцій, протиставляючи переважаючим припущенням математичного формалізму. Неформальність може не розрізнити твердження, отримані за допомогою індуктивних міркувань (як у наближеннях, які вважаються «правильними» лише тому, що вони корисні), і твердження, отримані за допомогою дедуктивних міркувань.

## Термінологія
Неформальна математика означає будь-які неформальні математичні практики, які використовувалися в повсякденному житті або корінними чи стародавніми народами, без історичних чи географічних обмежень. Сучасна математика, виключно з цієї точки зору, наголошує на формальних і строгих доказах усіх тверджень із заданих аксіом. Тому це можна назвати формальною математикою. Неформальні практики зазвичай розуміються інтуїтивно і обґрунтовуються прикладами — аксіом немає. Це становить прямий інтерес для антропології та психології : воно проливає світло на сприйняття та угоди інших культур. Це також становить інтерес для психології розвитку, оскільки відображає наївне розуміння зв’язків між числами та речами. Інший термін, який використовується для неформальної математики, - народна математика, який є неоднозначним; математична фольклорна стаття присвячена використанню цього терміна серед професійних математиків.
Сфера наївної фізики займається розумінням того, як люди інтуїтивно сприймають фізичні явища. В повсякденному житті люди часто використовують базові принципи фізики та математики, навіть не усвідомлюючи або не замислюючись над тим, як ці ідеї були історично сформовані та обґрунтовані. Це інтуїтивне розуміння допомагає у вирішенні практичних завдань, проте воно зазвичай не відповідає строгим науковим уявленням про фізичні закони.

## Історія
Довгий час існував стандартний опис розвитку геометрії в стародавньому Єгипті, а потім грецької математики та появи дедуктивної логіки. Однак сучасне значення терміна математика, що означає лише ті системи, обґрунтовані з посиланням на аксіоми, є анахронізмом, якщо повернутися в історію. Кілька стародавніх суспільств створювали вражаючі математичні системи та виконували складні обчислення на основі бездоказової евристики та практичних підходів. Математичні факти приймалися на прагматичній основі. Емпіричні методи, як і в науці, забезпечують обґрунтування певної техніки. Комерція, інженерна справа, створення календарів і передбачення затемнень і руху зірок практикувалися стародавніми культурами щонайменше на трьох континентах.

## Дивіться також
- Етноматематика
- Народна психологія
- Математичний платонізм